# 岳村镇 (濮阳市)
岳村乡，是中华人民共和国河南省濮阳市华龙区下辖的一个乡镇级行政单位。

## 行政区划
岳村乡下辖以下地区：
岳村集村、东寨村、瓦屋村、牛村、高庄村、西寨村、石佛店村、韩庄村、黄城村、南田村、翟庄村、大猛村、东田村、西岳村、西田村、邢庄村、寨里村、东北庄村、瓦岗村和昌湖村。